# Euphorbia sulcata
Euphorbia sulcata là một loài thực vật có hoa trong họ Đại kích. Loài này được Lens ex Loisel. mô tả khoa học đầu tiên năm 1828.